# Myrmecia rubripes
Myrmecia rubripes är en myrart som beskrevs av Clark 1951. Myrmecia rubripes ingår i släktet bulldoggsmyror, och familjen myror. Inga underarter finns listade i Catalogue of Life.